# Halone sejuncta
Espèce
Halone sejuncta est une espèce de lépidoptères (papillons) de la famille des Erebidae et de la sous-famille des Arctiinae. On la trouve en Australie.